# Mu Zi
Mu Zi (chinesisch 木子, Pinyin Mù Zǐ; * 9. Januar 1989 in Peking)
ist eine chinesische Tischtennisspielerin. Sie gewann Bronze bei der Weltmeisterschaft 2015.

## Turnierergebnisse
| Verband | Veranstaltung                  | Jahr | Ort          | Land | Einzel     | Doppel        | Mixed  | Team |
| ------- | ------------------------------ | ---- | ------------ | ---- | ---------- | ------------- | ------ | ---- |
| CHN     | Asian Youth Champ.ATTU-Juniors | 2006 | Kitakyūshū   | JPN  | Halbfinale | Silber        |        | Gold |
| CHN     | Pro Tour                       | 2014 | Kuwait-Stadt | KUW  | letzte 32  | Gold          |        |      |
| CHN     | Pro Tour                       | 2013 | Stockholm    | SWE  | Halbfinale | Gold          |        |      |
| CHN     | Pro Tour                       | 2011 | Shenzhen     | CHN  | letzte 32  | Halbfinale    |        |      |
| CHN     | Pro Tour                       | 2011 | Dortmund     | GER  | letzte 32  | Halbfinale    |        |      |
| CHN     | Pro Tour                       | 2010 | Berlin       | GER  | letzte 32  |               |        |      |
| CHN     | Pro Tour                       | 2009 | Bremen       | GER  | letzte 32  | Gold          |        |      |
| CHN     | Pro Tour                       | 2008 | Changchun    | CHN  | letzte 32  |               |        |      |
| CHN     | Weltmeisterschaft              | 2015 | Suzhou       | CHN  | Halbfinale |               |        |      |
| CHN     | Weltmeisterschaft              | 2011 | Rotterdam    | NED  |            | Viertelfinale | Silber |      |
| CHN     | Weltmeisterschaft              | 2009 | Yokohama     | JPN  |            |               | Silber |      |
| CHN     | Jugend-Weltmeisterschaft       | 2007 | Palo Alto    | USA  | Halbfinale | Silber        | Gold   | Gold |
| CHN     | Jugend-Weltmeisterschaft       | 2006 | Kairo        | EGY  | Halbfinale | Gold          | Gold   | Gold |